# Hester Groenleer
Hester Groenleer (* 1980) ist eine niederländische Blockflötistin.

## Leben
Hester Groenleer studierte am Conservatorium van Amsterdam  bei Paul Leenhouts und legte dort ihr Bachelor- und Masterexamen ab. Sie ist Ensemblemitglied der Gruppen The Royal Wind Music und Seldom Sene. Als Solistin tritt sie gemeinsam mit ihrem Ehemann Matthias Havinga auf. Sie lehrt als Dozentin am Conservatorium van Amsterdam.

## Tondokumente

### MitSeldom Sene
- Taracea. Brilliant Classics 2014.
- El Aire se Serena. Brilliant Classics 2016.
- J.S. Bach Goldberg Variations. Brilliant Classics 2017.

### Mit derRoyal Wind Music
- Alla Dolce Ombra. Lindoro 2002.
- A Noble Noyse of Musicke. Lindoro 2007.
- Flute Heaven of the Gods. Lindoro 2009.
- Del Canto Figurado. Lindoro 2012.
- En er Mundo. Lindoro 2012.
- Angeli, Zingare & Pastori. Lindoro 2013.
- Sweete Musicke of Sundrie Kindes. Lindoro 2014.
- Cosmography of Polyphony. Pan Classics 2017.